# جون دبليو. برات
جون دبليو. برات (بالإنجليزية: John Pratt)‏ هو رياضياتي أمريكي، ولد في 11 سبتمبر 1931.